# 11976 Josephthurn
11976 Josephthurn (1995 JG) là một tiểu hành tinh vành đai chính bên trong.